# José Figueres Ferrer
José María Hipólito Figueres Ferrer (San Ramón, Alajuela, 25 de setembre de 1906 - San José, 8 de juny de 1990), fou un pensador i humanista, i un dels més importants polítics de la república de Costa Rica. Va servir com a Secretari de Relacions Exteriors i Culte de Costa Rica d'abril a maig de 1948 i com a President de la República en tres períodes, 1948-1949, 1953-1958 i 1970-1974.

## Biografia
Fill de Marià Figueres i Forges i Francesca Ferrer i Minguella, immigrants catalans, el català va ser la seva llengua materna. Es va casar per primera vegada amb Henrietta Boggs Long i per segona amb Karen Olsen Beck. Era conegut com a Don Pepe.
Va realitzar els seus estudis a l'Escola Primària d'homes en San Ramón, Alajuela i com a alumne intern del Col·legi Seminari.
En 1924 marxa a Boston, Estats Units, en viatge de treball i estudi. Torna quatre anys més tard i adquireix la finca La lucha sin fin en San Cristóbal de Desemparados. Produeix sacs i cordells de cànem. Anys després es dedicaria a l'elaboració d'articles de fusta. Durant dotze anys es dedica a l'agricultura i a alguns projectes industrials. Llegeix a José Martí, Kant, Nietzsche, la Bíblia i el Quixot. Durant aquesta època, publica en la premsa alguns escrits sobre temes agrícoles que són distribuïts en el "Cafè Popular" de San José. S'adhereix al grup Pro República Espanyola en solidaritat amb la democràcia ibèrica, llavors amenaçada pel feixisme. A partir de 1940 es reuneix sovint amb el seu advocat, Alberto Martén, i al seu soci Orlich, que ja és diputat, per analitzar la situació del país.
En la seva visita de l'any 1956 al poble natal dels seus pares, Os de Balaguer, va adreçar-se als veïns en català, donant crits de "Visca Os de Balaguer i Espanya".

## Eleccions de 1948
Les eleccions es van efectuar el 8 de febrer de 1948 amb els següents resultats: Otilio Ulate Blanco 54.931 vots, Rafael Ángel Calderón Guardia 44.438 vots.
Durant el seu primer mandat, va abolir l'exèrcit. Aquest fet ha estat sempre reconegut com la seva decisió més important.
José María Figueres Olsen, un dels seus fills, va ser president del 1994 al 1998.